# 2019年10月

## 10月1日
- 中國首都北京舉行慶祝中華人民共和國成立70周年大會，中共中央總書記兼中央軍委主席習近平發表講話并檢閱部隊。大會由國務院總理李克強主持，江澤民、胡錦濤等前任黨和國家領導人也有出席。[1]
- 香港多區發生遊行示威及嚴重警民衝突，造成過百人受傷，二百多人被捕，有示威者中槍。[2][3][4][5][6]
- 台湾宜蘭縣蘇澳鎮南方澳跨海大橋倒塌，至少20人受伤[7]。
- 日本上調消費稅稅率至10%。[8]
- 伊拉克多地爆发示威（英语：2018–19 Iraqi protests）。[9]

## 10月2日
- 世界貿易組織裁決美國每年可向總值75億美元歐洲聯盟進口貨品加徵關稅。[10]
- 一架二戰時期的B-17轟炸機在美國康涅狄格州布拉德利國際機場迫降時墜毀，造成機上13人之中有7人喪生。[11]
- 印度国父甘地诞辰150周年纪念活动期间，其位于巴普巴旺纪念馆的骨灰失窃，且其照片亦受到污损。[12]
- 英国首相鲍里斯·约翰逊向欧盟提交了修改版的英国脱欧提案。新方案主要修改了北爱尔兰保障方案部分。[13]
- 由于陷入性骚扰丑闻，男高音普拉西多·多明戈宣布辞去洛杉矶歌剧院总导演职务，取消将来在洛杉矶歌剧院的一切演出。[14]
- 参加庆祝中华人民共和国成立70周年大会的中国明星姚晨在新浪微博发文，表达爱国之情。此前，她批评中国政府暴政的恶之花事件再度引发关注。新浪微博CEO王高飞认为姚晨已改变政治认知，做好本职工作，并对国家做出贡献。网友重提恶之花事件，让姚晨没有政治安全感，是为国贼。“翻旧账”亦是社交网络中的“癌症”[15]。

## 10月3日
- 一名45岁男子持刀闯入法国巴黎市中心西岱岛上的巴黎警察局（英语：Paris Police Prefecture），刺伤五名警察后，被当场击毙[16][17]。
- 联盟MS-12飞船在哈萨克斯坦成功着陆。[18]
- 朝鲜中央通讯社宣布朝鲜在前一日自朝鲜东海成功发射北极星3号潜射弹道导弹。[19]
- 厄瓜多尔爆发抗议（英语：2019 Ecuadorian protests），民众不满油价上涨。总统利寧·莫雷諾宣布国家进入紧急状态[20]。

## 10月4日
- 香港行政長官會同行政會議宣布，決定引用《緊急情況規例條例》，訂立《禁止蒙面規例》，並在翌日凌晨零時生效。[21]
- 2019年世界競技體操錦標賽在德國斯图加特揭幕。[22]
- 美国民主党总统候选人伯尼·桑德斯于1日突发心肌梗死，入院接受治疗并在冠状动脉植入两枚支架后出院。桑德斯取消了多场竞选活动，承诺参加15日举行的民主党初选辩论。[23]

## 10月5日
- 朝鲜政府与美国政府代表在瑞典利丁厄举行正式工作会谈。会谈后，朝鲜谈判代表金明吉（朝鲜语：김명길 (1959년)）在新闻发布会上声称谈判破裂，指责美国没有改变过去看法。美国国务院发言人摩根·奥塔格斯声称谈判良好，美国接受瑞典提议在两周后继续进行会谈。[24]

## 10月6日
- 2019年葡萄牙立法選舉進行投票[25]。执政党社會黨赢得最多议席，较上次选举有所增加，但仍未过半[26]。
- 2019年突尼斯議會選舉進行投票。[27]
- 2019年科索沃議會選舉（英语：2019 Kosovan parliamentary election）進行投票。[28]
- 由于前一日休斯敦火箭总经理达雷尔·莫雷在推特账号公开发表“Fight for freedom, Stand with Hongkong”标语图片，球队的多家中国赞助商宣布中止或暂停与休斯敦火箭合作。[29]
- 朝鲜外务省声明，指称美国有意误导舆论、“无中生有地渲染”朝美双方愿意在两周后继续会谈。[24]
- 伊朗石油部长比詹·纳姆达尔·赞加内（英语：Bijan Namdar Zangeneh）透露，中石油已退出南帕斯气田第11阶段开发，波斯石油公司将会接管项目。[30]

## 10月7日
- 诺贝尔生理学或医学委员会授予威廉·凯林、彼得·拉特克利夫和格雷格·塞门扎2019年诺贝尔生理学或医学奖，他们发现细胞感知和适应氧气供应的方法[31]。
- 土耳其总统雷杰普·塔伊普·埃尔多安称，将随时发动军事行动消灭叙利亚北部邻近土耳其边境的库尔德工人党武装和人民保护部队，美军已开始撤离相关地区。[32]
- 伊拉克总统巴尔哈姆·萨利赫发表电视讲话，呼吁抗议者克制并进行对话。同日伊拉克联邦政府（英语：Federal government of Iraq）批准多项方案，包括为低收入人士建设几千套住房、提供失业补贴、向青年提供培训和贷款等。自10月1日开始的游行示威已造成104人死亡、6107人受伤。[9]
- 当日晚间，一名男子在德国黑森州兰河畔林堡抢走一辆货车后撞上8辆小轿车，包含劫匪在内共9人受伤。安全部门已将其定性为恐怖袭击。[33]
- 美国商务部以侵犯维吾尔族等信奉伊斯兰教少数民族的人权为由将28家中国安防监控企业列入实体名单，美国公司向名单上的企业供货时需向政府申请许可。中华人民共和国外交部回应称新疆不存在人权问题，美国纯属借口人权干涉中国内政。[34]
- 由于抗议活动（英语：2019 Ecuadorian protests）暴力成分渐浓，首都基多无法保证安全，厄瓜多尔总统利寧·莫雷諾宣布政府临时迁往瓜亞基爾[20]。
- 美国贸易代表罗伯特·莱特希泽和日本驻美大使杉山晋辅在白宫签署美日贸易协定，双方决定削减农产品和数字产品的关税。协议并未解决日本对美国出口汽车的问题。[35]

## 10月8日
- 诺贝尔物理学委员会授予吉姆·皮布尔斯、迪迪埃·奎洛兹和米歇尔·麦耶2019年诺贝尔物理学奖，其中皮布尔斯因在宇宙学上的理论发现获表彰，麦耶和奎洛玆因在系外行星领域的杰出工作获表彰[36]。
- 捷克布拉格市政府宣布解除与中国北京市的姊妹城市关系，此案将交由市议会表决。2018年11月上任的布拉格市長茲德涅克·賀吉普反对姊妹城市协议中一个中国政策条款。中国在2019年多次取消布拉格市艺术团体访华演出。[37]

## 10月9日
- 现代锂离子电池发明者斯坦利·惠廷厄姆、约翰·B·古迪纳夫和吉野彰获得2019年诺贝尔化学奖[38]。
- 德国萨克森-安哈尔特州萨勒河畔哈雷包卢斯区（德语：Paulusviertel (Halle)）的犹太会堂（德语：Synagoge (Halle)）发生枪击事件（英语：2019 Halle synagogue attack），造成至少两人死亡。[39]
- 世界经济论坛发布2019年《全球竞争力报告》，新加坡取代美国成为第一名[40]。
- 韩国首尔爆发民众集会，要求总统文在寅下台、法务部长官曹国辞职。曹国的家人此前卷入腐败案，正在接受调查。[41]

## 10月10日
- 奥尔嘉·朵卡萩和彼得·汉德克分别获瑞典学院颁发2018年和2019年诺贝尔文学奖[42]。
- 中華人民共和國312国道江苏无锡段發生倒塌事故[43]。
- 中国国务院副总理刘鹤带领团队赴美国华盛顿哥伦比亚特区同美方进行为期两天的第十三轮经贸高级别磋商。[44]
- 古巴第九届全国人民政权代表大会选举古巴国务委员会主席、古巴部长会议主席米格尔·迪亚斯-卡内尔为第一任古巴共和国主席。[45]
- 罗马尼亚议会通过国家自由党提出的不信任案，总理維奧麗卡·登奇勒的政府下台。[46]
- 印度尼西亚政治、法律及安全统筹部长（英语：Coordinating Ministry for Political, Legal, and Security Affairs (Indonesia)）维兰托（英语：Wiranto）在访问万丹省潘德朗县（英语：Pandeglang Regency）一所伊斯兰教寄宿小学时遭一名持刀男子袭击。一名身穿尼卡布的女子参与了袭击。除维兰托外，另有三人受伤。嫌犯为一对夫妇，已被印度尼西亚警方拘捕。印度尼西亚国家情报局（英语：Indonesian State Intelligence Agency）称嫌犯是神权游击队（英语：Jamaah Ansharut Daulah）的成员。[47]
- 在德黑兰阿薩迪體育場举行的2022年國際足協世界盃外圍賽亞洲區第二圈C組伊朗同柬埔寨的比赛上，伊朗首次允许普通女性观众进入体育场观看足球比赛。球场开放了72个观众区的4个给女性观众，分配给她们的3,500张的很快在网上售罄。伊朗仅取消了男足国家队世界杯预选赛的女性观众禁令，女性仍然不能入场观看伊朗国内联赛和亚洲冠军联赛。[48]此前，伊朗曾允许男足球员家属、女子足球国家队球员、五人制女子国家队球员等约100名女性在单独的看台观看了2018年10月18日伊朗同玻利维亚的友谊赛，那场比赛是伊朗伊斯兰革命以来首次允许女性现场观看足球比赛[49]。

## 10月11日
- 埃塞俄比亚总理阿比·艾哈邁德·阿里因打破埃塞俄比亚-厄立特里亚战争20年的僵持局面而获得2019年诺贝尔和平奖[50]。
- 美国总统唐纳德·特朗普宣布与中国达成实质性的第一阶段协议，中国将购买400亿至500亿美元的美国农产品，对外国金融服务机构扩大开放，美国暂缓一周后加征关税。协议还涉及知识产权保护、人民币汇率等方面。特朗普声称，双方会在五周之内敲定协议文本。[51]
- 華盛頓神秘赢得2019年WNBA总决赛（英语：2019 WNBA Finals）冠军[52]。
- 伊朗国家石油公司油轮萨比提号在红海遭遇两枚导弹袭击发生爆炸（英语：The Explosion of Sabity Oil tanker），船载石油泄漏，无人员伤亡，船体没有沉没。事故原因不明，有待调查。[53]

## 10月12日
- 肯尼亚长跑选手埃利乌德·基普乔盖在英力士1:59挑战赛中以1小时59分40.2秒的成绩成为世界上第一个在2小时之内完成马拉松的人[54]。
- 颱風海貝思在日本本州登陸。[55]
- 北京时间22时55分，中华人民共和国广西壮族自治区北流市附近发生里氏5.2级地震[56]。
- 阿拉伯国家联盟召开紧急外长会议谴责土耳其入侵叙利亚东北部，称土耳其入侵阿拉伯国家领土、侵犯叙利亚主权。[57]

## 10月13日
- 2019年波蘭議會選舉進行投票。[58]
- 2019年突尼斯總統選舉進行次輪投票。[59]
- 2019年匈牙利地方选举（英语：2019 Hungarian local elections）举行投票。执政党青民盟虽维持了第一大党地位，但在布达佩斯市长选举和市议会选举中失利。除首都外，反对党在23个大城市的市长选举中赢得10个。[60]
- 亨特·拜登宣布将于10月31日从有中国国企背景的渤海华美（上海）股权投资基金管理有限公司辞职。他表示，如果父亲乔·拜登当选美国总统，任期内他不会为任何外资公司任职。亨特·拜登称从未与父亲交流过自己的商业行为。[61]
- 在2019年芝加哥马拉松（英语：2019 Chicago Marathon）上，肯尼亚选手布里吉德·科斯盖以2小时14分4秒的成绩打破女子马拉松世界纪录。此前的纪录是英国选手葆拉·拉德克利夫（英语：Paula Radcliffe）2003年4月13日在倫敦馬拉松时创下的，成绩是2小时15分25秒。[62]
- 2019年世界競技體操錦標賽结束。全部14枚金牌中，美国队夺得5枚，位列第一名。这5枚金牌都是女子项目夺得的。西蒙·拜尔斯率领美国队夺得女子团体冠军，自己在三个单项比赛和全能比赛夺得金牌。在高低杠比赛中，她排名第五名。这是拜尔斯首次在单届世锦赛上赢得五枚金牌。至此，她在世界锦标赛共赢得19枚金牌、3枚银牌、3枚铜牌，总奖牌数25枚，超越了维塔里·谢尔博成为世锦赛个人奖牌榜第一名。[63]
- 敘利亞民主力量与叙利亚政府达成协议，允许政府军进入北部边境地区抵抗土耳其军队、收复土耳其占领地区。[64]
- 厄瓜多尔政府同原住民团体达成协议，政府撤销之前取消燃油补贴的第883号总统令，印第安人团体终止罢工和游行。[65]

## 10月14日
- 阿比吉特·巴纳吉、埃丝特·迪弗洛和迈克尔·克雷默獲得2019年瑞典中央銀行紀念阿爾弗雷德·諾貝爾經濟學獎。[66]
- 西班牙最高法院裁定9名獨派領袖監禁9年至13年不等，另外3人被判罰款。[67]裁決隨即引發大批市民上街抗議，還一度佔領巴塞羅那機場。巴塞隆拿球會亦就事件發聲明，要求政治領袖以對話和談判解決衝突而非囚禁手段[68]。
- 因家人卷入腐败案，正在接受调查的大韩民国法务部长官曹国宣布辞职。[69]
- 超過13萬名香港民眾[70]於中環遮打花園參與「香港人權民主法案集氣大會」，聲援美國國會眾議院最快可能在15日表決的《香港人權與民主法案》[71]。
- 加拿大女作家和生于英国的非洲裔女作家伯娜丁·埃瓦里斯托获得2019年布克奖。[72]
- 突尼斯最高独立选举委员会宣布凯斯·赛义德当选突尼斯总统。[73]
- 波兰国家选举委员会公布议会选举结果，执政党法律与公正党在两院仍是第一大党，在波兰众议院席位过半，但在波兰参议院失去多数席位。[74]

## 10月15日
- 強烈颱風哈吉侵襲日本，造成66人死亡、1人心肺停止、15人下落不明、212人受傷，計47條河川共66地潰堤[75]。
- 美國聯邦政府眾議院以口頭表決方式一致同意通過[76]《香港人權與民主法案》、《美國－香港政策法》修正案、《限制向香港出口催泪弹和人群控制技术法案》（“保護香港法案”），法案將交由參議院審議，再請總統簽署[77][78]。此外，众议院称加拿大政府扣留与引渡华为公司副董事长孟晚舟的行为“维护了法律原则”。[78]
- 印度尼西亚苏门答腊岛南部海域发生5.9级地震，震中位于南纬4.5度、东经101.2度，震源深度10千米。[79]

## 10月16日
- 中华人民共和国国务院时隔6年再次公布新一批全国重点文物保护单位，本次为第八批[80]。
- 当地时间19时37分，菲律宾棉兰老岛发生6.3级地震，震源深度10千米。[81]

## 10月17日
- 土耳其总统雷杰普·塔伊普·埃尔多安在安卡拉会见美国副总统迈克·彭斯后，宣布在叙利亚停火五天，以便库尔德武装撤出土耳其拟建立的安全区。叙利亚民主力量表示接受停火安排。[82]
- 在比利时布鲁塞尔欧盟总部召开的欧盟峰会上，除英国以外的27个欧盟成员国领导人一致通过欧盟同英国达成的新脱欧协议。协议生效前仍需要欧洲议会同英国议会的批准。[83]
- 由于同芝加哥市政府长达几周的薪资谈判无果，芝加哥教师工会（英语：Chicago Teachers Union）发起公立学校教工罢工和游行集会，约2.5万名工会教师、2500名公园工人、7500名非教职员工参加，约36万名学生受到影响。[84]

## 10月18日
- 2019年世界军人运动会开幕式在中国湖北省武汉市举行，中共中央总书记、国家主席、中央军委主席习近平宣布开幕[85]。本届运动会共计109个国家、9308名军人报名参加，竞赛项目分27个大项、329个小项[86]。
- 中国经济继续放缓。中华人民共和国国家统计局公布，中国2019年第三季度GDP同比增长6.0%。这是1992年中国开始统计此项数据以来的最低增速。[87]
- 美国东部时间0时（国际标准时间4时），美国对欧盟价值75亿美元的商品加征的惩罚性关税生效。[88]
- 美国宇航员克里斯蒂娜·科赫和杰西卡·梅尔在国际空间站完成首次全部由女性进行的太空行走。[89]
- 黎巴嫩多个大城市爆发群众抗议（英语：2019 Lebanese protests）。此前，黎巴嫩政府宣布增加税收，包括对WhatsApp通话征税，引发不满。参加抗议的民众要求政府提振经济，反对新的税收政策。黎巴嫩總理萨阿德·哈里里在电视讲话中指责政治对手阻碍经济改革。[90]
- 《朝日新聞》[91]等多家[92][93]日本媒體報導，在北海道大學擔任教授的一名40多歲[94]日本男性，9月上旬訪問北京時，遭到中國政府[95]當局逮捕。

## 10月19日
- 英国下议院破例在周六开会，表决首相鲍里斯·约翰逊之前同欧盟谈判的新脱欧协议。表决前，前保守党党员奥利弗·莱特温提出修正案，内容为在完成脱欧程序相关立法之前不得表决脱欧协议。下议院首先表决了莱特温修正案，修正案以322人支持对306人反对获得通过。根据修正案，原定当日举行的新脱欧协议表决取消。[96]按照此前通过的《本恩法案（英语：European Union (Withdrawal) (No. 2) Act 2019）》，鲍里斯·约翰逊致信欧洲理事会主席唐納德·圖斯克，请求将脱欧时间由10月31日延迟至2020年1月31日。媒体披露，约翰逊故意未在这封信上签字；他另外写了一封信向唐納德·圖斯克解释为何不希望延迟脱欧时间，并希望欧盟不要同意延期，他这封信上签了名。同时，英国常驻欧盟代表向欧盟致信，解释称英国申请延期脱欧仅仅是法律需要。[97]
- 智利總統皮涅拉（Sebastian Pinera）宣布首都聖地亞哥進入緊急狀態，宣稱將引用《國家安全法》平息由於當地計劃地鐵加價觸發而持續11天的示威，同時又宣佈取消上調地鐵票價；智利學生聯會則呼籲21日發起全國罷工。在18日示威趨向暴力，多個地鐵站被縱火及閘機被破壞。據計連日示威共有156名警員和11名平民受傷，308人被捕[98][99]。
- 遭遇批评后，美国总统唐纳德·特朗普宣布不在自己拥有的迈阿密特朗普国家多拉尔高尔夫球俱乐部（英语：Trump National Doral Miami）举办第46屆七大工業國組織會議。[100]

## 10月20日
- 2019年瑞士聯邦選舉進行投票。[101]
- 2019年玻利維亞大選（英语：2019 Bolivian general election）進行投票。[102]
- 当地时间下午，佐科·維多多在雅加达国会大厦宣誓就任印度尼西亚总统，开始第二个任期。[103][104]

## 10月21日
- 澳洲的《澳洲人報》、《悉尼先驅晨報》、《澳洲金融評論報》等全國性和地方報紙，在「知情權」（Right to Know）聯盟發動下，集體在頭版刊登畫上黑線隱藏的新聞內容，以抗議澳洲當局連串打壓新聞自由的舉動。是次行動有6項訴求，包括記者必須豁免於嚴格的國家安全法律，還包括要求保護對記者提供機密的公務員[105][106][107]。
- 2019年加拿大聯邦大選進行投票。[108]
- 以色列总理本雅明·内塔尼亚胡宣布组阁失败，将组阁权力交还总统鲁文·里夫林。[109]
- 泰国国王玛哈·哇集拉隆功宣布剥夺三个月前刚刚封为贵妃的诗尼娜·披拉萨甘娅妮（英语：Niramon Ounprom）的王室头衔、军衔、一切军章。国王在声明中指责诗尼娜违反朝臣规范，不忠，试图同王后平起平坐。[110]
- 英国下议院议长约翰·伯科拒绝再次表决新脱欧协议。[111]
- 由于怀疑大选（英语：2019 Bolivian general election）计票受到操纵，玻利维亚多个城市爆发抗议活动。[112]

## 10月22日
- 來自194個國家，各國元首[113]、王室成員、政府官員，參與日本德仁天皇的即位禮，與雅子皇后共同在皇居舉行即位禮正殿之儀（日语：即位礼正殿の儀）[114]。
- 英国下议院以329对299票通过新脱欧协议的原则，但以322对308票否决了脱欧快速通道时间表。表决前，英国首相鲍里斯·约翰逊声称如果议案被否决、欧盟支持延期脱欧，他将提前大选。表决后，鲍里斯·约翰逊称将暂缓立法程序，等候欧盟的决定。[115]
- 土耳其总统雷杰普·塔伊普·埃尔多安访问俄罗斯索契时宣布，土耳其将与俄罗斯在土耳其同叙利亚边境纵深为10公里的区域内开展联合巡逻。[116]
- 2019年加拿大聯邦大選公布初步计票结果，执政党加拿大自由党在众议院赢得最多席位，但是议席减少20席，失去绝对多数。[117]

## 10月23日
- 香港立法會召開大會[118]，會議中，香港特別行政區政府保安局局長李家超提出動議[119]，恢復二讀辯論《逃犯條例》修訂，正式宣佈撤回修例[120]。
- 当地时间凌晨，英国警方在埃塞克斯郡格雷斯沃特格雷德工业园（Waterglade Industrial Park）的一辆卡车上的集装箱中发现39具遗体。此為英國近20年來最嚴重的屍體發現案。警方調查指貨櫃車是由比利時澤布呂赫（Zeebrugge）出發，再入境英國到埃塞克斯郡的珀弗利特（Purfleet），再於短時間內由來自北愛爾蘭的拖頭運走。涉案卡車拖車司機，25歲的北愛爾蘭人羅賓遜（Mo Robinson），事發後被警方以涉嫌謀殺罪扣查。當局同時調查事件是否涉及偷運人口的犯罪集團。[121][122]
- 美国总统唐纳德·特朗普宣称土耳其政府已承诺在叙利亚边境永久停火（英语：2019 Turkish offensive into north-eastern Syria），美国财政部将取消10月14日对土耳其的制裁措施。尽管前一天土耳其同俄罗斯宣布将在叙利亚边境共同巡逻，但唐纳德·特朗普声称停火功劳完全归于美国。[123]
- 潘晓颖命案嫌疑人陈同佳洗錢罪刑满，于香港当地时间早上9时被西貢區壁屋懲教所释放。陈同佳之前表示愿意向台湾警方自首。然而香港政府和台湾政府就如何移交、审判陈同佳仍未达成一致。[124][125]

## 10月24日
- 孟加拉国一家法院宣判努斯拉特·贾汉·拉菲谋杀案的16名嫌疑犯死刑。[126]
- 西班牙政府将独裁者弗朗西斯科·佛朗哥的遗骸自烈士谷迁往帕尔多公墓（英语：Mingorrubio Cemetery）。[127]
- 玻利维亚最高选举法院更新2019年玻利维亚大选（英语：2019 Bolivian general election）计票结果，统计99.99%的选票后，现任总统埃沃·莫拉莱斯得票率47.07%排名第一，前总统卡洛斯·梅萨以36.51%排名第二。虽然得票率没有过半，但莫拉莱斯得票率超过40%且领先第二名超过10个百分点，根据玻利维亚宪法已赢得选举。[128]

## 10月25日
- 韩国决定在今後世贸组织談判中不再爭取发展中国家特別待遇，但仍然保留發展中國家地位。[129]
- 智利民众在首都圣地亚哥游行示威，要求政府改善社会不平等问题。据估计参与人数为一百万人。[130]

## 10月26日
- 從本日起澳洲烏盧魯－卡塔楚塔國家公園禁止遊人攀登烏盧魯。[131]
- 2019年臺灣同志遊行於臺北市[132][133]舉行，超過20萬人[134]、200組團體[135]，參與路線從臺北市政府到總統府前凱達格蘭大道的活動[136]。
- 若开军在緬甸若開邦拉代當鎮拦截一艘船只，扣押船上58名乘客（包括14名士兵、29名警察以及一些平民）之后将船释放。[137][138]
- 四川泸州市古蔺县石屏煤矿一矿发生工作面矸石垮漏，事故造成6人死亡1人受伤

## 10月27日
- 2019年阿根廷大選進行投票。根据当晚公布的结果，阿尔韦托·费尔南德斯击败在任总统毛里西奧·馬克里当选。费尔南德斯的竞选搭档是前总统克里斯蒂娜·费尔南德斯·德基什内尔。[139]
- 德國圖林根州舉行州議會選舉。左翼党、德國另類選擇席位增加，上升为图林根州第一、第二大政党；原来的第一大党德国基督教民主联盟下滑至第三位。[140]
- 美国总统唐纳德·特朗普宣称美国特种作战部队于前一晚在叙利亚西北部伊德利卜省巴里沙（英语：Barisha, Harem District）发动袭击，伊斯兰国头目阿布·贝克尔·巴格达迪引爆炸弹背心自杀身亡。[141][142]
- 美国加利福尼亚州野火肆虐（英语：2019 California wildfires），州长加文·纽森宣布加州进入紧急状态。[143]
- 缅甸军队表示，通过交火，政府军已救出若开军前一天扣押的14名人员。[138]
- 比利时国王菲利普任命蘇菲·威爾梅斯为看守内阁首相。前任夏尔·米歇尔于2018年12月18日辞职，随后被国王任命为看守内阁首相。7月份，夏尔·米歇尔被选为欧洲理事会主席，将在12月1日上任。夏尔·米歇尔在10月25日公开表示，希望在11月初辞任首相，以便为欧洲理事会工作。[144]

## 10月28日
- 中国共产党第十九届中央委员会第四次全体会议在北京召开[145]，会期至31日[146]。
- 欧盟同意将英国脱欧日期延后至2020年1月31日。英国首相鲍里斯·约翰逊提议进行议会大选，被议会否决。[147]

## 10月29日
- 香港民政事務總署南區選舉主任蔡亮指[148]發出通知，針對香港眾志祕書長黃之鋒登記參選香港區議會海怡西區議員[149]，因不符合候選人資格，其提名無效[150]。
- 英国议会以438票对20票同意首相鲍里斯·约翰逊的动议，在12月12日提前进行大选。[151]
- 黎巴嫩爆发群众抗议（英语：2019 Lebanese protests）大约两周后，總理萨阿德·哈里里向总统米歇尔·奥恩递交了辞呈。[152]
- 当地时间上午9时4分，菲律宾棉兰老岛哥打巴托省发生里氏6.6级地震，震源深度为7公里（美国地质调查局数据为15公里）[153]。地震造成至少7人死亡，超过一百人受伤。这是棉兰老岛两周内第二次发生6级以上地震。[154]
- 美国众议院以405票对11票通过决议，认定亚美尼亚种族大屠杀为种族灭绝，谴责奥斯曼帝国的屠杀罪行。[155]
- 蒙古國烏蘭巴托警方展開突擊搜查，在四處地點逮捕約800名涉嫌網絡犯罪的中國籍公民，檢獲數百部電腦及電話SIM卡等。中國駐蒙古國大使館則指對此案高度重視，正與蒙古方面就此保持密切溝通配合[156]。

## 10月30日
- 美國聯邦參議院一致通過[157]旨在要求行政部門採取積極行動、支持臺灣國際參與[158]的《臺北法案》[159]。
- 智利总统塞巴斯蒂安·皮涅拉宣布智利取消承办原定11月16日至17日的APEC峰會和12月2日至13日的聯合國氣候變化大會。[160]

## 10月31日
- 日本世界遺產首里城於當地時間凌晨2時40分慘遭祝融，首里城正殿、北殿、南殿皆全部燒毀。[161]
- 華盛頓國民在世界大賽第7場比賽中擊敗休士頓太空人，奪得隊史第一座總冠軍，同時成為史上第一支在客場拿下四勝的冠軍隊伍。[162]
- 美國聯邦眾議院以232對196票[163]通過決議[164]，針對總統唐納·川普展開全新且公開的彈劾調查[165][166]。
- 当地时间上午9时，菲律宾棉兰老岛发生6.6级地震，震源深度10千米。棉兰老岛两天前刚刚发生一起震源深度10千米的6.6级地震。[167]
- 巴基斯坦一列从卡拉奇驶向拉瓦尔品第的火车发生起火事故，造成至少74人喪生。[168]
- 大韓民國聯合參謀本部称朝鲜于当地时间下午自平安南道順川市向朝鮮東海发射两枚不明物体。据韩国数据，朝鲜发射的物体飞行的水平距离约370公里，最大高度约90公里。[169]朝鲜中央通讯社次日宣布，朝鲜国防科学院试射了超大型火箭炮并取得了成功[170]。
- 伊斯兰国承认阿布·贝克尔·巴格达迪已死，宣布阿布·易卜拉欣·哈希米·库雷希为新任领导人。外界对这个名字几乎一无所知。[171]
- 由于机身裂缝，全世界有50架波音737新世代（737NG）停飞。[172]